# E.S. Posthumus
E.S. Posthumus, também conhecido como "ES Posthumous", é um projeto de música independente que produz músicas de estilo cinematográfico. Sua música é uma fusão do épico clássico envolvendo orquestras e sons eletrônicos. Suas canções são inspiradas na filosofia pitagórica, em que se afirma que "a música é a harmonização dos opostos; a conciliação dos elementos contrariados". O E.S. é um acrônimo para "Experimental Sounds" enquanto Posthumus é uma palavra que representa "todas as coisas passadas".

Segundo o grupo, E.S. Posthumus foi formado em 2000 pelos irmãos Helmut e Franz Vonlichten. Eles estudaram piano com a mãe. Após graduarem-se no colégio, Franz trabalhou em estúdios de gravação enquanto Helmut se formou na  UCLA, com uma licenciatura em arqueologia.
A música do projeto tem sido licenciada por muitos estúdios de filmes e televisão; incluindo numerosos trailers de filmes e shows televisivos. Por exemplo, a canção "Posthumus Zone" foi composta para o programa da CBS Sports TV The NFL Today e para a The NFL onCBS. E.S. Posthumus lançou até agora três álbuns.

## Discografia

### Unearthed
| Críticas profissionais | Críticas profissionais |
| Avaliações da crítica  | Avaliações da crítica  |
| Fonte                  | Avaliação              |
| ---------------------- | ---------------------- |
| TrackSounds            | [ 2 ]                  |
| AllMusic               | [ 3 ]                  |
| SoundtrackNet          | [ 4 ]                  |

Unearthed é o primeiro álbum composto pelo projeto, foi inicialmente disponibilizado para compra pelo site CDBaby em janeiro de 2001. Tornou-se o terceiro maior álbum em vendas da história da CDBaby. O sucesso do álbum levou ao seu relançamento em maio de 2005 pela Wigshop e a 33rd Street Records/Bayside Distribution.
Uma peça chave para o som da música, vem de trabalhar com a Northwest Sinfonia. Numa entrevista com a SoundtrackNet, os produtores disseram que "procuravam uma chance para para dar um grande golpe para somar dinheiro trabalhando com uma grande orquestra".
Outros músicos que ajudaram neste CD incluem: Pedro Eustache, Michael Landau, Matt Laug, Lance Morrison, Davy Spillane e Efrain Toro.

#### Faixas
Em concordância com o tema "todas as coisas passadas", cada uma das treze músicas do álbum possuem o nome de uma cidade antiga.
| N.º | Título         | Duração |  |
| 1.  | "Antissa"      |         |  |
| 2.  | "Tikal"        |         |  |
| 3.  | "Harappa"      |         |  |
| 4.  | "Ulaid"        |         |  |
| 5.  | "Ebla"         |         |  |
| 6.  | "Nara"         |         |  |
| 7.  | "Cuzco"        |         |  |
| 8.  | "Nineveh"      |         |  |
| 9.  | "Lépcis Magna" |         |  |
| 10. | "Menouthis"    |         |  |
| 11. | "Estremoz"     |         |  |
| 12. | "Pompeia"      |         |  |
| 13. | "Isfahan"      |         |  |

#### Uso na mídia (Unearthed)
Um trecho da música "Nara" é o tema principal do seriado da CBS Cold Case. Um aumento do voval feminino, tocada em solo, abre o título do programa, aonde um dos versos de "Nara" são jogados para o restante da sequência, seguida de um instrumento de sopro.
Na época, quando o produtor executivo Jerry Bruckheimer escolheu a música para ser usada no show, ele nunca havia de fato conhecido os irmãos Vonlichten em pessoa. Além disso, Michael A. Levine, um compositor musical que compõe para shows de televisão e anúncios, criou uma versão retrabalhada de "Nara" que é tocada durante os créditos finais, tal como previsto pelo estúdio (embora não como mostrada pela CBS)
A seguir, uma lista detalhada de filmes que usaram as faixas de Unearthed.
1999
- Santos Justiceiros (The Boondock Saints) - "Pompeii"

2001
- Planeta dos macacos - "Menouthis" and "Pompeii"
- Jogo de Espiões (Spy Game) - "Pompeii"
- O Enigma do colar (The Affair of the Necklace) - "Harappa"

2002
- Voltando a Viver (Antwone Fisher) - "Nara"
- Minority Report - "Tikal"
- Spider-Man - "Pompeii" and "Nineveh"
- The Recruit - "Menouthis"
- A máquina do tempo (The Time Machine) - "Tikal"
- Vivendo na eternidade (A fonte misteriosa) - "Cuzco"
- The Lord of the Rings: The Two Towers - "Nara"
- Unfaithful - "Nara"
- xXx - Triplo X - "Harappa" and "Tikal"

2003
- Tomb Raider: The Angel of Darkness - "Nara"
- Cold Case - "Nara"
- Daredevil - "Lepcis Magna" and "Tikal"
- Lara Croft Tomb Raider: The Cradle of Life - "Menouthis"
- Pirates of the Caribbean: The Curse of the Black Pearl - "Tikal"
- The Matrix Reloaded - "Ebla"

2004
- Catwoman - "Pompeii"
- National Treasure - "Menouthis" and "Nara"
- Team America: Detonando o mundo (Team America: World Police) - "Harappa" and "Tikal"
- Refém de uma vida (The Clearing) - "Nara"
- Vanity Fair - "Nara"
- SWEPT - "Menouthis"

2005
- Two for the Money - "Nineveh"
- xXx 2: Estado de emergência (xXx: State of the Union) - "Harappa"

2006
- A Maldição da Flor dourada (Curse of the Golden Flower) - "Pompeii"
- Breaking and Entering - "Nara"
- The Last King of Scotland - "Tikal"

2007
- Entre dois mundos (Partition) - "Nara"
- Pirates of the Caribbean: At World's End - "Nineveh"
- The Irony of Fate 2 - "Nara"
- 2007 AFC Championship Game - "Unstoppable"

2008
- The Other Boleyn Girl - "Nara"
- Ferrari Challenge: Trofeo Pirelli (videogame) - "Ebla"

### Cartographer
'Cartographer é o segundo álbum de E.S. Posthumus, foi estipulado seu lançamento em 2006, entretanto só ocorreu no início de 2008. O atraso da data de lançamento original só pode ser atribuído para os irmãos Vonlichten estarem preocupados com o prazo, mas também há rumores de que a adição de Sans no grupo contribuiu para o atraso também, uma adição que foi muito apregoada por Helmut Vonlichten.
Quando o álbum foi lançado no site da CDBaby, ele veio acompanhado com a seguinte descrição, que foi traduzida:

"Em 1929, o atigo mapa Piri Reis foi descoberto em Constantinopla. O mapa é extraordinário porque retrata baías e ilhas na costa da Antártida, que foram ocultados sob gelo durante pelo menos 6000 anos. Que civilização foi capaz de tal exploração a tanto tempo atras? Em Cartographer (Cartógrafo), nós imaginamos estes exploradores vindos de uma pequena ilha de Numa no sul do oceano Índico. Como uma marinha avançada, eles navegaram por todos os cantos da terra. Nós criamos uma linguagem única para eles e contamos histórias através de canções que descrevem a sua criação, descobertas e o último fim. Esta é uma coleção de com 2 CDs com versões em vocal e em remix, uma para cada canção. O cd de remix contém duas músicas bônus."

As faixas vocais são de Luna Sans, enquanto as versões em remix substituem sua voz por instrumentos solo e melodias de corais, mais no estilo Posthumus do primeiro álbum, "Unearthed".
Em 17 de janeiro de 2008, uma nova seção foi adicionada para o site oficial de E.S. Posthumus, dando foco ao início de um novo álbum.

#### Faixas
Disco 1 - Luna Sans (Vocal)
1. "Nolitus" - 4:30
2. "Isunova" - 5:29
3. "Vorrina" - 6:12
4. "Selisona" - 5:05
5. "Marunae" - 4:53
6. "Mosane" - 4:14
7. "Decifin" - 4:37
8. "Sollente" - 5:11
9. "Caarano" - 3:35
10. "Raptamei" - 5:20
11. "Oraanu" - 3:57
12. "Nivaos" - 5:12
13. "Nasivern" - 5:35

Disco 2 - Piri Reis Remixes (Remix)
1. "Ashielf Pi" - 1:32
2. "Oraanu Pi" - 3:38
3. "Marunae Pi" - 4:52
4. "Mosane Pi" - 4:16
5. "Isunova Pi" - 5:41
6. "Nasivern Pi" - 5:29
7. "Selisona Pi" - 4:31
8. "Raptamei Pi" - 5:54
9. "Caarano Pi" - 3:35
10. "Nivaos Pi" - 5:13
11. "Sollente Pi" - 5:12
12. "Decifin Pi" - 4:36
13. "Vorrina Pi" - 6:14
14. "Nolitus Pi" - 4:26
15. "Odenall Pi" - 5:06

#### Uso na mídia (Cartographer)
A seguir, uma lista detalhada de filmes e programas de TV que usaram as faixas de Cartographer.
2008
- Lost - "Ashielf Pi"
- The Masters - "Oraanu Pi"
- Brothers & Sisters (Comercial de TV) - "Marunae Pi"
- Heroes (TV Promo) - "Mosane Pi"
- Law & Order: Special Victims Unit (Comercial de TV) - "Ashielf Pi"

2009
- Universal Channel (Comercial promo das séries em 2009) - "Oraanu Pi"

### Novo álbum, "Unearthed 2" (tentativa)
Numa entrevista com a Globecat em 15 de agosto de 2008, os irmãos revelaram que estão atualmente trabalhando numa continuação para Unearthed, por si próprios.

### Rise to Glory (single)
Rise to Glory é um solo (single) lançado em setembro de 2005, com participações das vozes dos rappers DJ Quik e Bizarre. A música é reconhecida como um remix e uma extensão de "Posthumus Zone". Ela é normalmente reconhecida como música tema para a NFL na CBS na temporada de 2005-2006.
- Posthumus Zone

### Unstoppable (single)
Unstoppable é outro solo (single) que foi lançada por E.S. Posthumus. Como a maioria dos seus trabalhos estão disponíveis tanto no iTunes quanto no CDBaby.

#### Uso na mídia (Unstoppable)
A seguir, uma lista detalhada de filmes e programas de TV que usaram as faixas do single Unstoppable.
2009
- Sherlock Holmes (Trailer) - "Unstoppable"

### Arise (single)
Arise é um trabalho do projeto disponível para compra através do iTunes.

### Makara
Makara é o terceiro album de E.S. Posthumus. Lançado no dia 2 de Fevereiro de 2010, contem 15 musicas e 59:47 min de duração no total.

#### Faixas
1. "Kalki" - 3:05
2. "Varuna" - 4:17
3. "Unstoppable" - 3:04
4. "Durga" - 3:41
5. "Manju" - 4:18
6. "Kuvera" - 4:05
7. "Ushas" - 3:55
8. "Lavanya" - 3:57
9. "Vishnu" - 3:38
10. "Indra" - 4:18
11. "Arise" - 4:12
12. "Saint Matthew Passion" - 3:38
13. "Krosah" - 4:50
14. "Anumati" - 3:19
15. "Moonlight Sonata" - 5:30